# سام كولينز (لاعب كرة قدم)
سام كولينز (بالإنجليزية: Sam Collins)‏ هو لاعب كرة قدم بريطاني في مركز نصف الجناح، ولد في 1 يونيو 1989 في ساوثند أون سي في المملكة المتحدة. لعب مع نادي كيترينغ تاون.